# Szent Vér-bazilika (Báta)
A bátai Szent Vér-bazilika, más néven Szent Vér-kegytemplom a mai Magyarország egyetlen Szent Vér-kegyhelye. A templom Tolna vármegye legdélebbi települése, Báta fölött magasodik azon a domboldalon, ahol egykoron a középkori Magyar Királyság egyik legjelentősebb zarándokhelye és kolostora állt. A mai templomot 1939-ben szentelték fel, majd hosszabb szünet után az első írásos említés 600. évfordulója alkalmából 2015-ben és az azt megelőző években ismét nagy létszámú zarándoklatok célpontjává vált. Az ezt követő felújítások után 2020. szeptember 26-án kihirdették, hogy Ferenc pápa a templomnak basilica minor címet adományozott, így ez lett Tolna megye első, a Pécsi egyházmegyének pedig a harmadik ilyen titulusú katolikus temploma.

## Jellemzői
A neoromán stílusú templom egytornyos kialakítású, belseje három hajóra tagolódik, szentélye félköríves záródású, nyugati homlokzatánál árkádos előcsarnok áll. Hosszúsága 44,5 méter, szélessége 37,4 méter. A templom harangtornya 37 méter magas, a legfelső szintjén oszlopos és boltíves körüljárható erkélyt alakítottak ki. A toronyban 2 alulütős villamosított harang található, a mintegy 1200 kg-os, 124,5 cm átmérőjű E' hangú nagyharangot Szlezák Ráfael öntötte 1939-ben, míg a 470 kg-os, 96,6 cm-es Asz' hangú kisharangot Gombos Lajos öntötte 1982-ben.
A templom 7 bejárattal rendelkezik. A nyugati oldalon lévő három kapu fölött félköríves domborművek láthatók, középen a Magyarok Nagyasszonya, tőle balra Szent István király, jobbra a bátai apátságot egykor megalapító Szent László király ábrázolásával, a rendkívüli szentév idején ez utóbbi lett az egyházmegye egyik szent kapuja. A mellékhajókat elválasztó oszlopsorok oszlopfőinek díszítése a honfoglalás kori és Árpád-kori motívumkincse jelenik meg, egy-egy címerpajzzsal a közepén. Másik különlegessége a bazilikákra jellemző, lapos faborítású mennyezete, melyet jellegzetes sárközi népi motívumok díszítenek. A főhajó apszisában található a márványból készült főoltár, amely tabernákulumán található a garamszentbenedeki apátságtól ajándékba kapott Szent Vér ereklye egy külön neki készített ereklyetartóban. Oltárkép helyett egy életnagyságú korpusszal ellátott kereszt zárja a szentélyt.
A templom körül parkban áll a frissen épített szabadtéri oltár, valamint az egykori plébániaépületből kialakított Szent Vér Lelkigyakorlatos Ház, a templom előtti területen pedig az egykori apátság és templom alapfalai rajzolódnak ki. A domboldalon egy keresztút található, amely egy rózsafüzér úttal folytatódik és egészen a  domb tetejéig felvezet. A másik útvonal, a királyok útja a Bátára elzarándokolt uralkodóknak állít emléket, az ismertetőtáblák pedig bemutatják a zarándokhely több évszázados történelmét.